# Dorog Városi Sportcsarnok
A Dorog Városi Sportcsarnok egy sportlétesítmény Dorogon, amely az Iskola utcában, a sporttelep délkeleti szögletében, a Buzánszky Jenő Stadion közvetlen szomszédságában található. Kivitelezése helyi intézményi, üzemi, vállalati és társadalmi összefogásból valósult meg 1985-ben. Fő bérlője a Dorogi Egyetértés SE. A versenysport mellett a diák, iskolai, szabadidő, és tömegsportot egyaránt szolgálja. Az létesítmény egyben a Komárom-Esztergom megyei Asztalitenisz Szövetség, a Dorogi Körzeti Labdarúgó Szövetség, a Dorogi Egyetértés SE, valamint a Dorog Város Egyesített Sportintézménye székhelye. Tulajdonosa a Dorogi Szénmedence Sportjáért Közalapítvány, üzemeltetője pedig a Dorog Város Egyesített Sportintézménye.

## Története
Dorogon már az 1950-es években felmerült az igény egy sportcsarnok építésére. A megvalósításig számos terv és elképzelés született. A helyi sportbarátok és sportvezetők mellett Kovács Antal a Dorogi Bányász SC elnöke volt az ügy egyik élenjáró szorgalmazója, valamint Göb Sándor, Kaiser József és Vígh János szakosztályvezetők fáradoztak sokat azon, hogy az elképzelések valósággá váljanak.
1971-ben a teljes sporttelepet érintő átfogó és nagyszabású beruházási program született, amelynek keretén belül épült volna meg a sportcsarnok is. Az eredeti tervek alapján egy komoly, nagyméretű csarnokot szerettek volna, amelynek játékterét minden oldalról lelátók szegélyezték volna. Az elképzelések azonban politikai okokból nem valósulhattak meg, csak a tervasztalig jutottak. Közel másfél évtizeddel később realizálódott a csarnok megépítése. Dorog 1984. január 1-jével kapta meg városi rangját és az akkori Városi Tanács első nagyszabású beruházásai között valósulhatott meg, amely példás helyi intézményi, üzemi és társadalmi összefogásnak köszönhető. A város saját erőforrásait használva 1984-ben indult az építkezés. A terveket a Dorogi Tervezőiroda készítette, a kivitelezést pedig a Dorogi Szolgáltató Üzem vállalta, a Dorogi Költésvetési Üzem pedig koordinálta. Az építkezésben részt vett a Dorogi Fémmunkás Vállalat, a Dorogi Bányagépgyár és igen jelentős volt az önkéntesek által felajánlott társadalmi munka is. A csarnok fő építkezési anyagai beton, tégla és fémszerkezet. Az épület külső burkolatának egy része és a tetőszerkezet anyaga fém. A csarnok valamennyi oldalán, az oldalak majdnem teljes hosszában ablakok lettek beépítve. A sportcsarnok két bejáratot kapott, mindkettő az Iskola utca felőli oldalról nyílik, míg a csarnok déli oldalán üzemi bejáró van.
A sportcsarnok 1985 óta ad otthont számtalan szakosztálynak és azok versenyeinek. A versenysport mellett a városi tömegsport fő bázisa is egyben. Az egyik legkihasználtabb létesítmény, ahol kora reggeltől a késő éjszakába nyúlóan folyamatosan adják át egymásnak a sportolók a kilincset, illetve a játékteret. A sportcsarnok gyakorlatilag valamennyi verseny lebonyolítására alkalmas. A keleti hosszanti oldalon faltól-falig lelátórendszer  övezi a játékteret, mintegy 350 fős férőhelyet biztosítva. Ezen kívül a déli oldalról két emeletnyi karzaton is helyet foglalhatnak a nézők. A csarnok nem egyszer túlcsordulásig telt már meg, akár 500 szurkoló is bepréselődött. Koncertek alkalmán a küzdőtér megnyitásával a kapacitás több, mint 1000 férőhelyes. A küzdőtéren és a lelátón kívül irodák, klubhelyiség, büfé, ruhatár, öltözők, külön játékvezetői öltöző, zuhanyzók és illemhelyek vannak a három szintes épületblokkban kialakítva. A csarnoknak tetőtér világítása, valamint elektromos eredményjelzője van. A játéktér az átadás óta műanyag borítású. A folyamatos karbantartások és kisebb-nagyobb átalakítások mellett a fűtésrendszerét gázfűtésűre cserélték és felújították a szellőzőrendszerét is 1998-ban, később pedig az épület tatarozása és a tetőszerkezet felújítása is megtörtént. A sportcsarnok külső területe parkosított, közvetlen szomszédságában egy salakos sportpálya kapcsolódik hozzá, és saját gépkocsiparkolóval rendelkezik, amely buszok fogadására is alkalmas. Az intézményvezető hosszú éveken keresztül a közelmúltban elhunyt Kollár Lajos volt. A sportcsarnok számos nagyszerű siker helyszíne volt több, mint negyed évszázados fennállása során, ahol több kiemelt verseny is zajlott. A sportfunkció mellett ipari és művelődési rendezvényeket is tartanak benne. Többek között a hagyományos  Ipari- és Üzletember Találkozó és vásár alkalmán börzévé alakították és itt kaptak helyet az expo standjai. Ezen felül évek óta ad otthont az NB I-es dági röplabdások bajnoki mérkőzéseinek is. A jeles események sorában kiemelkedő a Magyar asztalitenisz-válogatott és a Magyar Birkózó-válogatott vizitálása, míg a leghíresebb vendég Puskás Ferenc volt.
2012. március végén egy rangos nemzetközi birkózóverseny rendezési jogát kapta meg a sportcsarnok, ahol 15 ország mintegy 170 versenyzője, köztük a világ legjobbjai között számon tartott Ukrajna és Azerbajdzsán mellett a távoli Japán birkózó-válogatottja is képviseltette magát. A rendezvényt számos egykori birkózó híresség, többek között Kocsis Ferenc, Varga János, Sike András és Repka Attila olimpiai bajnokok is megtisztelték jelenlétükkel. A viadalt dr. Tittmann János, a város polgármestere és dr. Hegedűs Csaba, a Magyar Birkózó Szövetség elnöke nyitotta meg. A versenyt követően egy hetes nemzetközi edzőtábort is szerveztek helyben.
2013 március végén újra megrendezésre kerül a Fekete Gyémántok Kupa nemzetközi birkózóverseny.

## Galéria
Képek a sportcsarnokról itt: 
- / Dorog Városi Sportcsarnok
- A sportcsarnok falrajzai Archiválva 2016. március 10-i dátummal a Wayback Machine-ben